# 1950 en musique classique
| \| • Retour à la chronologie générale de la musique classique • \| |
| Grèce • Rome • Haut Moyen Âge • VIIIe siècle • IXe siècle • Xe siècle • XIe siècle XIIe siècle • XIIIe siècle • XIVe siècle • XVe siècle • XVIe siècle • XVIIe siècle XVIIIe siècle • XIXe siècle • XXe siècle • XXIe siècle |
| • Retour à la chronologie générale de la musique classique • |

| Années en musique classique : 1947 - 1948 - 1949 - 1950 - 1951 - 1952 - 1953    |
| Décennies en musique classique : 1920 - 1930 - 1940 - 1950 - 1960 - 1970 - 1980 |

## Événements

### Créations
- 6 janvier : Concerto pour piano de Francis Poulenc, créé par l'Orchestre symphonique de Boston sous la direction de Charles Munch avec le compositeur au piano.
- 24 janvier : Concerto pour flûte de André Jolivet, créé par Jean-Pierre Rampal.
- 10 février : la Symphonie no 3 de Karl Amadeus Hartmann, créée par Eric Schmid à Munich.
- 15 mars : The Consul, opéra de Gian Carlo Menotti, créé à New York.
- 15 avril : Numance, tragédie lyrique d'Henry Barraud, créée à Paris.
- 12 mai : Bolivar, opéra de Darius Milhaud, créé à l'Opéra de Paris sous la direction d'André Cluytens.
- 18 mai : The Jumping Frog of Calaveras County opéra de Lukas Foss, créé à Bloomington (Indiana).
- 20 mai : Il prigioniero, opéra de Luigi Dallapiccola, créé sur scène au Maggio Musicale Fiorentino.
- 22 mai : Vier letzte Lieder (Quatre derniers lieder) de Richard Strauss, créés par Kirsten Flagstad et l'orchestre Philharmonia.
- 12 août : Quatuor à cordes de John Cage, créé au Black Mountain College.
- 27 août : Variazioni canoniche sulla serie dell’op.41 di A. Schönberg de Luigi Nono, créé à Darmstadt.
- 6 novembre : Quatre études de rythme d'Olivier Messiaen, créées à Tunis par le compositeur (voir 1951).
- 29 décembre : Intermezzo de Bohuslav Martinů, créé au Carnegie Hall.

#### Date indéterminée
- Sinfonietta « La Jolla », en la majeur, pour piano et orchestre de chambre, de Bohuslav Martinů.
- Trio no 2, pour violon, violoncelle, et piano, in ré mineur, de Bohuslav Martinů.
- Messe de la Pentecôte pour orgue d'Olivier Messiaen.

### Autres
- 1er janvier : concert du nouvel an de l'orchestre philharmonique de Vienne au Musikverein, dirigé par Clement Kraus.
- 9 mars : Premier concert de l'Orchestre symphonique d'Islande.

#### Date indéterminée
- Fondation du Melos Ensemble.
- Fondation de l'Orchestre de chambre de Munich.
- Fondation de l'Orchestre philharmonique de la NDR (Hanovre).

## Prix
- Nell Rankin obtient le 1er prix de chant du Concours international d'exécution musicale de Genève.
- Tatiana Nikolaïeva, pianiste, obtient le 1er prix du Concours international Jean-Sébastien-Bach.
- L'opéra The Consul de Gian Carlo Menotti reçoit le Prix Pulitzer de musique.

## Naissances

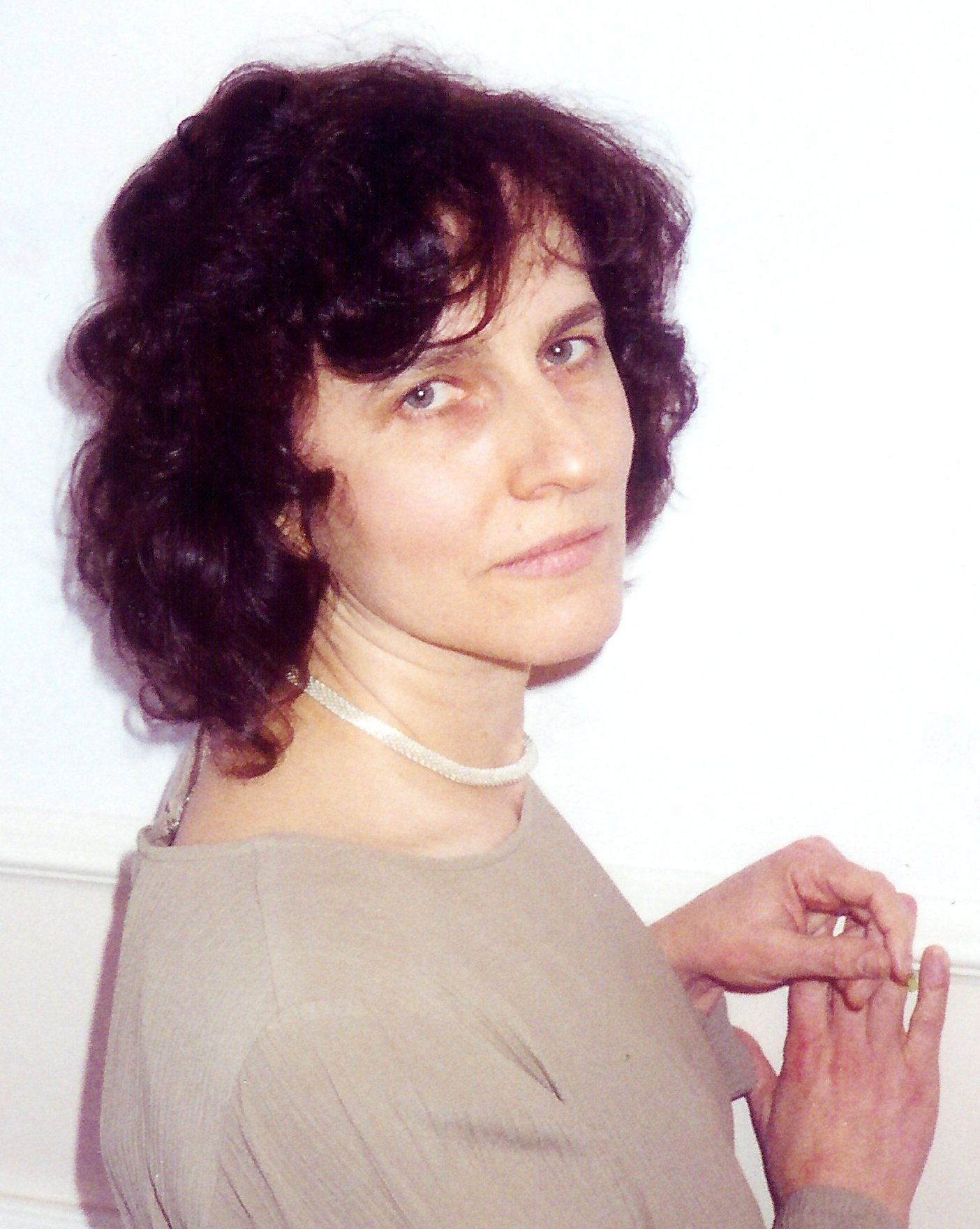
Ielena Firsova

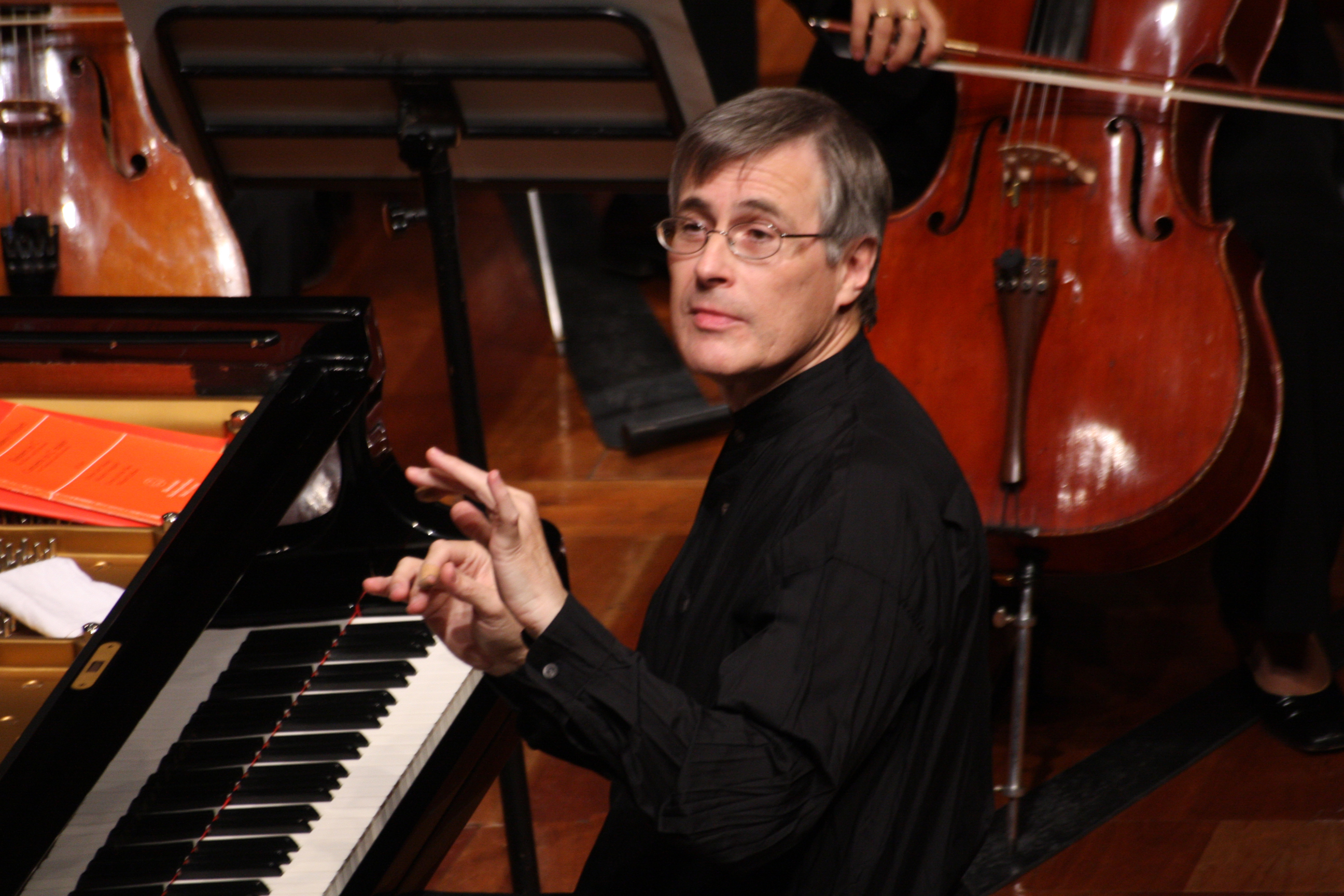
Christian Zacharias

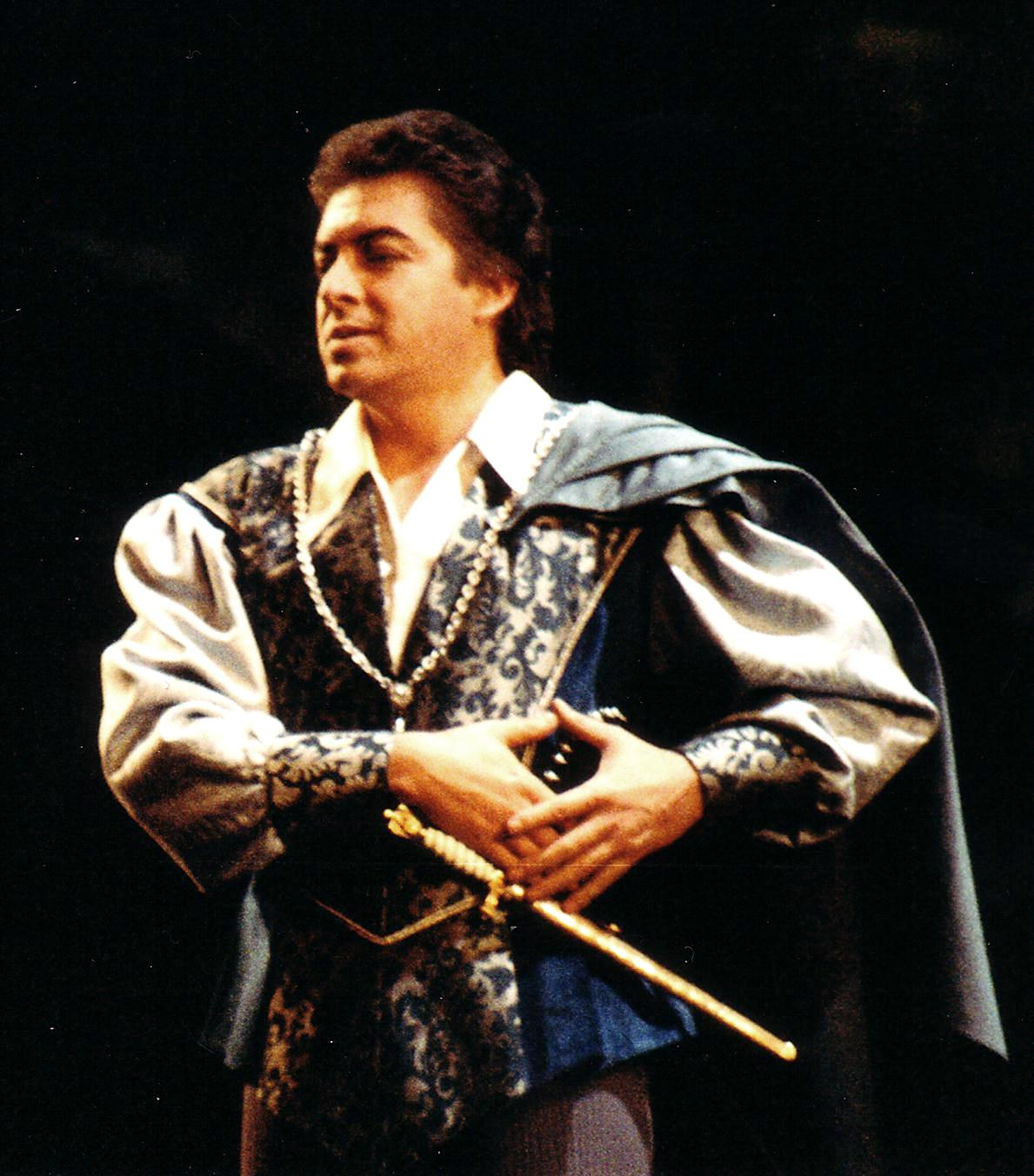
Francisco Araiza

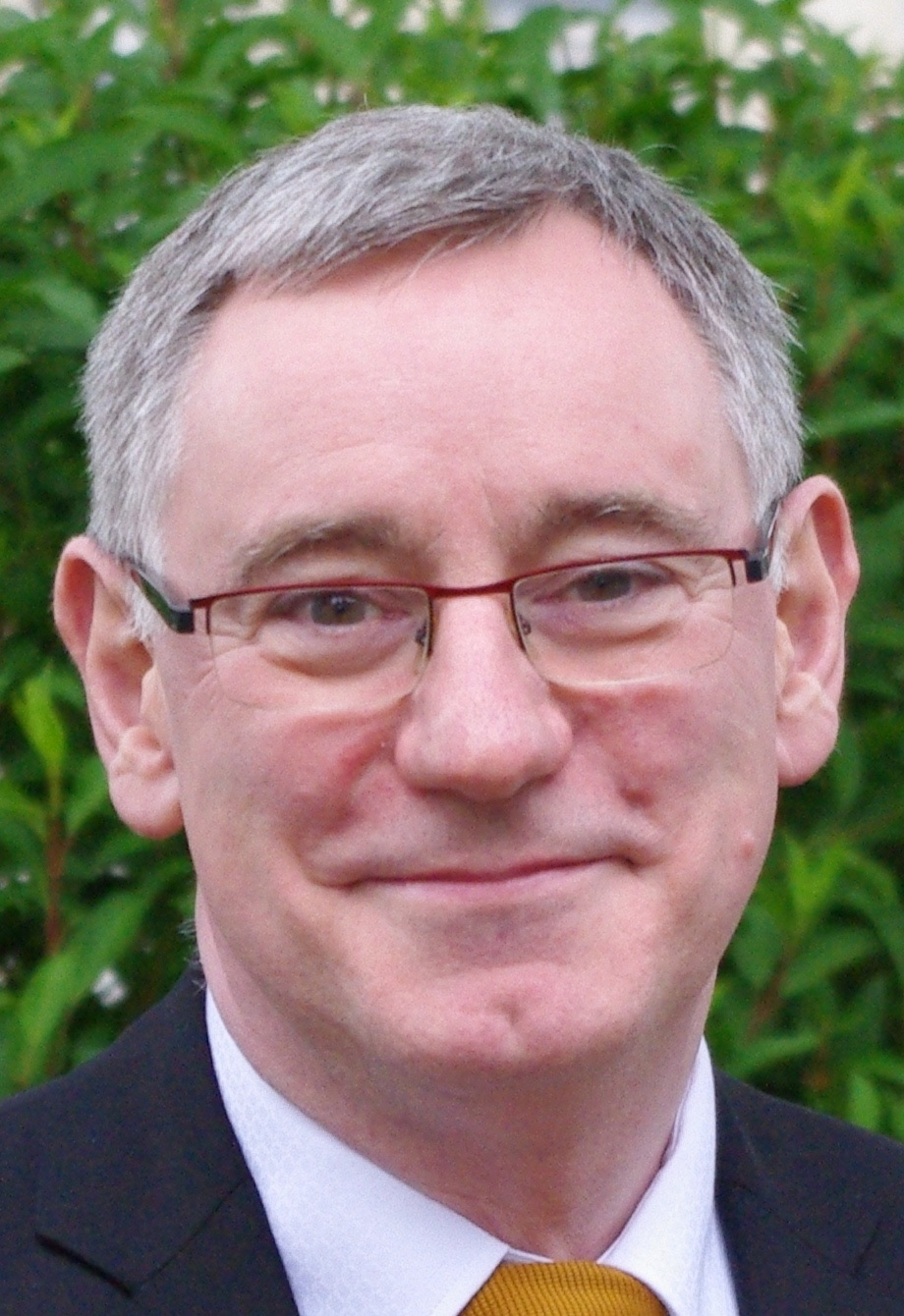
Davitt Moroney

- 2 janvier : David Shifrin, clarinettiste américain.
- 3 janvier : Olivier Greif, compositeur français († 13 mai 2000).
- 4 janvier : Kei Koito, organiste, compositrice et pédagogue japonaise.
- 12 janvier : Franco Piersanti, compositeur et chef d'orchestre italien.
- 13 janvier : Denis Bédard, organiste, claveciniste, professeur et compositeur canadien.
- 14 janvier : Nicholas McGegan, chef d'orchestre, claveciniste et flûtiste anglais.
- 30 janvier : 
  - Sylvie Gazeau, violoniste française.
  - Donato Renzetti, chef d'orchestre italien.
- 3 février : Michel Cantin, corniste français.
- 7 février : Dominique Proust, astrophysicien et organiste français.
- 15 février : Guy Touvron, trompettiste français († 9 mars 2024).
- 23 février : Ingrid Stampa, professeur de musique allemande et ex-gouvernante du cardinal Ratzinger, devenu le pape Benoît XVI.
- 5 mars : Eugene Fodor, violoniste américain († 26 février 2011).
- 9 mars : Howard Shelley, pianiste et chef d'orchestre britannique.
- 11 mars : Katia Labèque, pianiste française.
- 18 mars : James Conlon, chef d'orchestre américain.
- 19 mars : Paul Elliott, membre fondateur du Hilliard Ensemble.
- 21 mars : Ielena Firsova, compositrice russe.
- 26 mars : Édith Canat de Chizy, compositrice française.
- 27 mars : Maria Ewing, cantatrice américaine († 9 janvier 2022).
- 11 avril : Peter Lawson, compositeur, pianiste, arrangeur et pédagogue britannique.
- 17 avril : Cristina Ortiz, pianiste brésilienne.
- 18 avril : Grigory Sokolov, pianiste russe.
- 27 avril : Christian Zacharias, pianiste et chef d'orchestre allemand.
- 8 mai : Lepo Sumera, compositeur estonien († 2 juin 2000).
- 9 mai : Michel Béroff, pianiste français.
- 17 mai : Algirdas Martinaitis, compositrice contemporaine lituanienne.
- 10 juin : Laurent Petitgirard, compositeur et chef d'orchestre français.
- 23 juin : Jean-Patrice Brosse, claveciniste et organiste français († 18 septembre 2021).
- 28 juin : Jacques van Oortmerssen, chef d'orchestre, pianiste, organiste et compositeur néerlandais († 21 novembre 2015).
- 2 juillet : Nazzareno Antinori, ténor italien.
- 10 juillet : Graham Johnson, pianiste et accompagnateur de Lieder.
- 17 juillet : Patrick Juzeau, violoniste et chef d'orchestre français († 9 août 2004).
- 1er août : Saint-Preux, compositeur, pianiste et chef d'orchestre français.
- 2 août :
  - Joan Albert Amargós, compositeur, pianiste et clarinettiste espagnol.
  - René Martin, directeur artistique de festivals de musique classique.
  - Marion Verbruggen, flûtiste néerlandaise.
- 11 août : Andreï Golovine, compositeur et chef d'orchestre russe.
- 16 août : Yoel Levi, chef d'orchestre américain.
- 2 septembre : Alfred Felder, compositeur et violoncelliste suisse.
- 18 septembre : Carl Verbraeken, compositeur belge.
- 21 septembre : Norbert Kraft, guitariste, professeur et arrangeur canadien.
- 4 octobre : Francisco Araiza, chanteur d'opéra mexicain.
- 6 octobre : Alistair Hinton, compositeur britannique.
- 10 octobre : Noëlle Spieth, claveciniste française.
- 15 octobre : Jordi Moraleda Perxachs, chef d'orchestre, musicien et compositeur espagnol, d'origine catalane.
- 27 octobre : John Kitchen, organiste, claveciniste, chef d'orchestre et professeur de musique classique écossais.
- 29 octobre : James Dillon, compositeur écossais.
- 15 novembre : Gabriel Garrido, chef d'orchestre argentin.
- 16 novembre : David Wilson-Johnson, baryton anglais.
- 19 novembre : 
  - James Adler, compositeur et pianiste américain.
  - Philip Pickett, flûtiste britannique.
- 21 novembre : Vinson Cole, ténor américain.
- 25 novembre : Yvonne Kenny, soprano australienne.
- 7 décembre : Jean-François Heisser, pianiste français.
- 20 décembre : Arturo Márquez, compositeur mexicain.
- 23 décembre : Davitt Moroney, claveciniste, organiste et musicologue britannique.

### Date indéterminée
- Virginia Black, claveciniste britannique.
- Alberto Cantù, musicologue et critique musical italien († 18 janvier 2021).
- Daniel Cuiller, violoniste français.
- Jean-Marie Curti, chef d'orchestre, organiste, musicologue et compositeur suisse.
- Alain Damiens, clarinettiste français.
- François Leclère, compositeur français († 19 juillet 2015).
- Françoise Lengellé, claveciniste française et professeure de musique classique.
- Jean-Marie Poirier, luthiste français.
- Yves Potrel, violoncelliste français.
- Ciro Scarponi, clarinettiste et compositeur italien († 4 octobre 2006).

## Décès

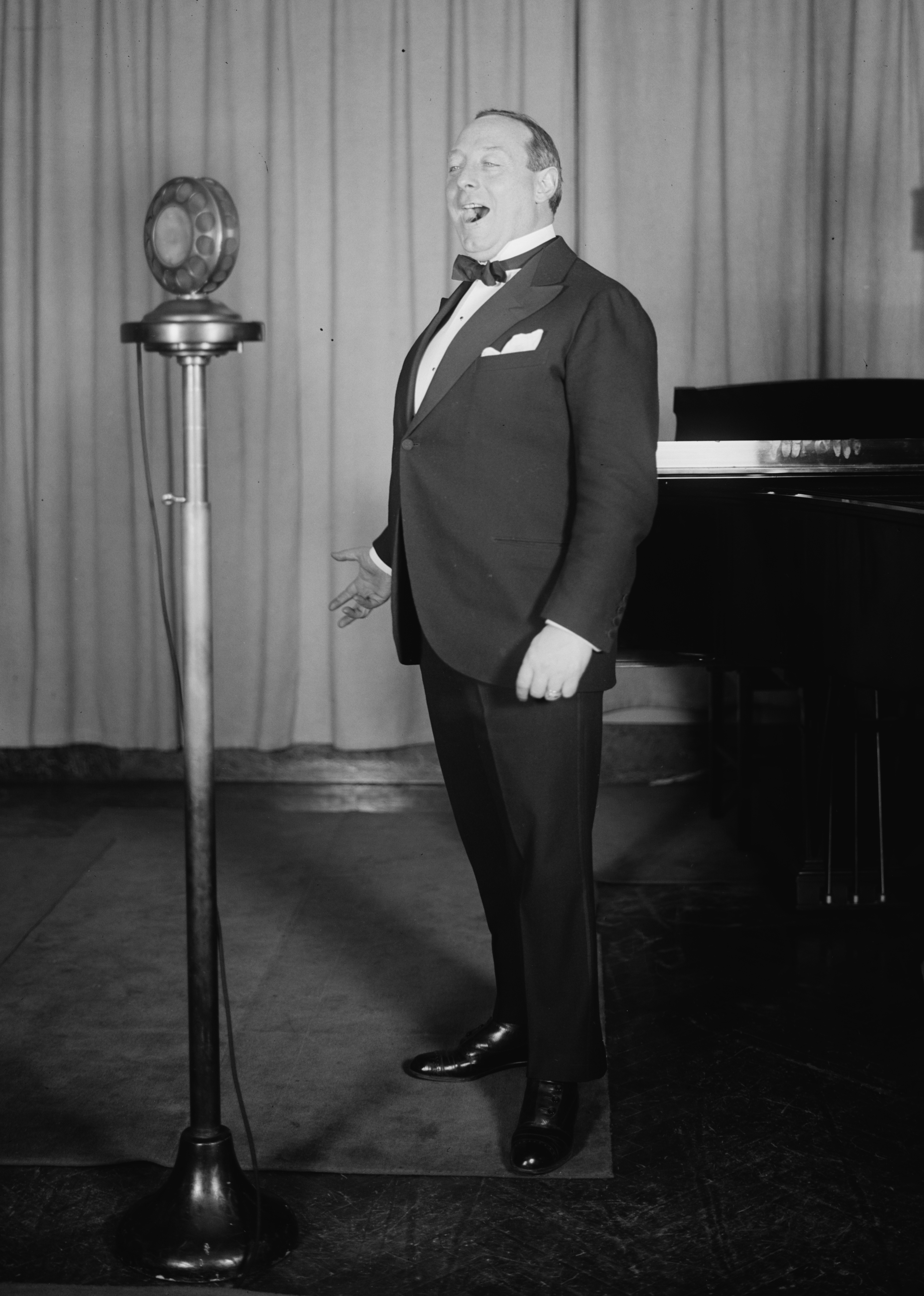
Giuseppe De Luca

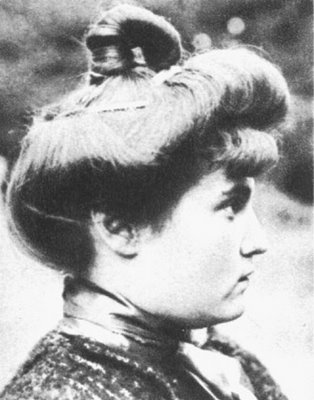
Misia Sert

- 8 janvier : Marie-Louise Debogis, pianiste et soprano suisse (° 15 août 1879).
- 10 février : Armen Tigranian, compositeur et chef d'orchestre arménien (° 26 décembre 1879).
- 12 mars : Heinrich Albert, guitariste et compositeur allemand (° 16 juillet 1870).
- 2 avril : Adolf Wiklund, compositeur et chef d'orchestre suédois (° 5 juin 1879).
- 3 avril : Kurt Weill, compositeur allemand (° 2 mars 1900).
- 6 avril : Signe Lund, compositrice et professeur de musique norvégienne (° 15 avril 1868).
- 8 avril : Vaslav Nijinski, danseur et chorégraphe russe (° 12 mars 1889).
- 21 avril : Adam Tadeusz Wieniawski, pédagogue et compositeur polonais (° 27 novembre 1879).
- 23 avril : Gemma Bellincioni, soprano italienne (° 18 août 1864).
- 27 avril : Karl Straube, organiste et chef de chœur allemand (° 6 janvier 1873).
- 13 mai : Pauline Strauss-De Ahna, soprano allemande, épouse de Richard Strauss (° 4 février 1863).
- 7 juin : Gertrude Förstel, soprano allemande (° 21 décembre 1880).
- 11 juin : Marcel Maas, pianiste belge (° 7 mai 1897).
- 26 juin : Antonina Nejdanova, soprano russe (° 16 juin 1873).
- 28 juin : Balfour Gardiner, compositeur britannique (° 7 novembre 1877).
- 1er juillet : Émile Jaques-Dalcroze, musicien, compositeur, pédagogue et chansonnier suisse (° 6 juillet 1865).
- 15 juillet : Aimé Simon-Girard, chanteur d'opérette et acteur français (° 20 mars 1889).
- 19 juillet : Henri Miro, compositeur/arrangeur, chef d’orchestre, pianiste et critique musical canadien (° 13 novembre 1879).
- 30 juillet : Raoul Bardac, compositeur et pianiste français (° 30 mars 1881).
- 3 août : Georg Høeberg, compositeur et chef d'orchestre danois (° 27 décembre 1872).
- 5 août : Roza Tamarkina, pianiste russe (° 23 mars 1920).
- 9 août : Nikolaï Miaskovski, compositeur russe et soviétique (° 20 avril 1881).
- 26 août : Giuseppe De Luca, baryton italien (° 25 décembre 1875).
- 8 octobre : Carl Beines, compositeur et chef d'orchestre allemand (° 15 décembre 1869).
- 14 octobre : Florence Aylward, compositrice Angleterre-anglaise (° 10 mars 1862).
- 15 octobre : Misia Sert, pianiste (° 30 mars 1872).
- 18 octobre : Giuseppe Borgatti, ténor italien (° 17 mars 1871).
- 29 octobre : Lucien Martin, violoniste, chef d'orchestre, et compositeur canadien (° 30 mai 1908).
- 7 novembre : Josef Hassid, violoniste polonais (° 28 décembre 1923).
- 20 novembre : Francesco Cilea, compositeur italien (° 23 juillet 1866).
- 1er décembre : Ernest John Moeran, compositeur anglais (° 31 décembre 1894).
- 2 décembre :
  - Konstantin Eïgues, pianiste, compositeur et enseignant russe (° 24 mai 1875).
  - Dinu Lipatti, pianiste roumain (° 19 mars 1917).
- 22 décembre :
  - Walter Damrosch, chef d'orchestre et compositeur américain (° 30 janvier 1862).
  - Julius Weismann, compositeur allemand (° 26 décembre 1879).
- 23 décembre : Vincenzo Tommasini, compositeur italien (° 17 septembre 1878).
- 28 décembre : Georges Jacob, organiste, improvisateur et compositeur français (° 19 août 1877).
- 31 décembre : Charles Koechlin, compositeur français (° 27 novembre 1867).

### Date indéterminée
- Jaime de Angulo, linguiste, romancier, et ethnomusicologue américain (° 22 janvier 1887).
- Georges Mager, musicien, chanteur, écrivain, altiste et trompettiste français (° 1885).